# Campeonato Europeo de Triatlón de 1993
El IX Campeonato Europeo de Triatlón se celebró en Echternach (Luxemburgo) el 4 de julio de 1993 bajo la organización de la Unión Europea de Triatlón (ETU) y la Federación Luxemburguesa de Triatlón.

## Resultados
| Evento    | Oro                                  | Plata                                  | Bronce                                    |
| --------- | ------------------------------------ | -------------------------------------- | ----------------------------------------- |
| Masculino | Simon Lessing Reino Unido 1:54:04    | Thomas Hellriegel · Alemania · 1:54:27 | Rainer Müller-Hörner · Alemania · 1:55:00 |
| Femenino  | Sabine Westhoff · Alemania · 2:08:59 | Simone Mortier · Alemania · 2:10:18    | Lydie Reuze Francia 2:10:51               |

## Medallero
| Núm. | País        | Oro | Plata | Bronce | Total |
| ---- | ----------- | --- | ----- | ------ | ----- |
| 1    | Alemania    | 1   | 2     | 1      | 4     |
| 2    | Reino Unido | 1   | 0     | 0      | 1     |
| 3    | Francia     | 0   | 0     | 1      | 1     |
|      | TOTAL       | 2   | 2     | 2      | 6     |